# Centrophorus isodon
O Centrophorus isodon é uma espécie de tubarão pertencente à familia Centrophoridae.